# Siergiej Korsakow

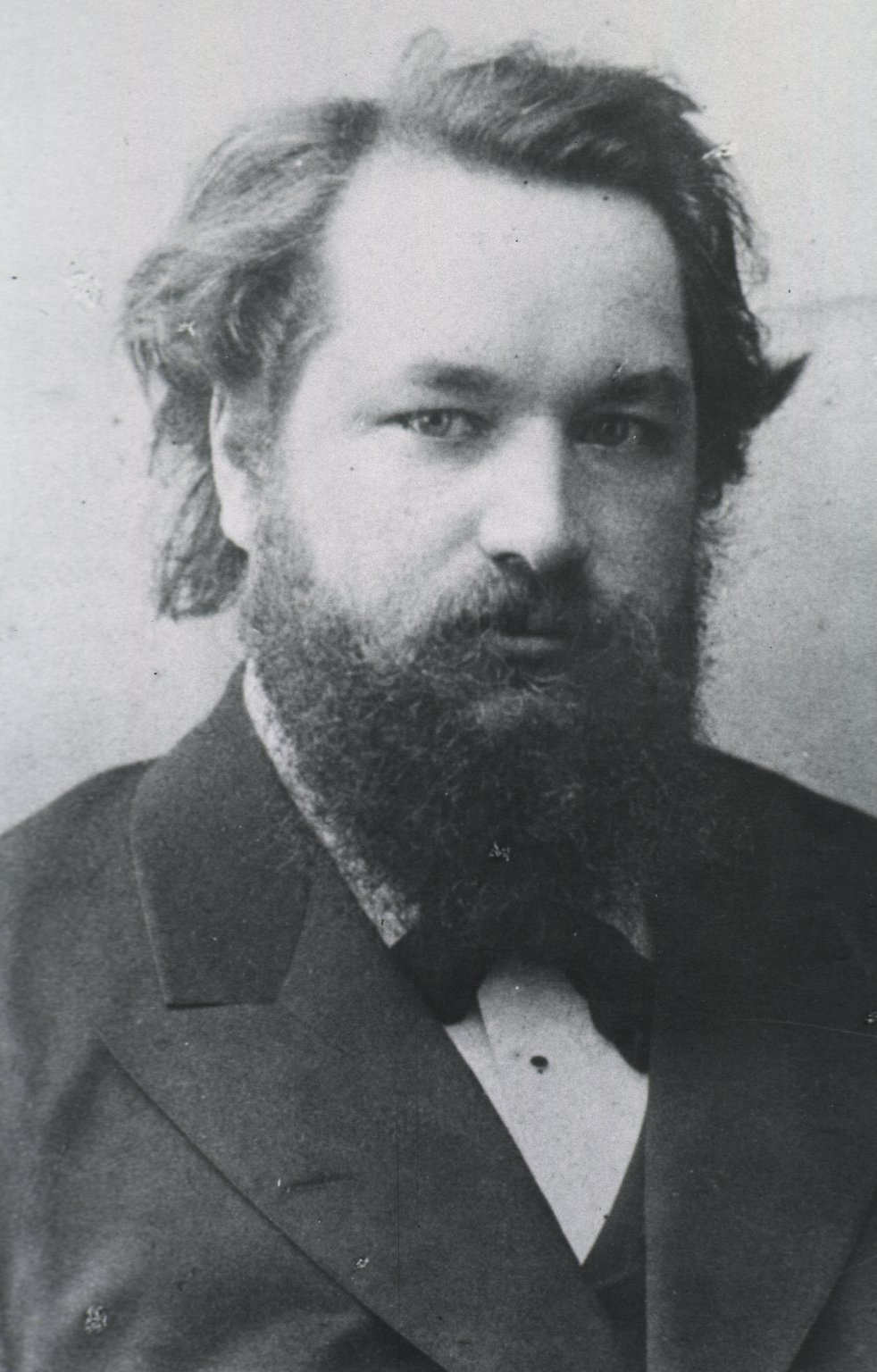
Siergiej Korsakow

Siergiej Siergiejewicz Korsakow (ros. Сергей Сергеевич Корсаков, ur. 21 stycznia?/2 lutego 1854 w Gusie Chrustalnym, zm. 1 maja?/14 maja 1900 w Moskwie) – rosyjski lekarz psychiatra i neurolog, profesor psychiatrii Uniwersytetu Moskiewskiego, autor podręcznika psychiatrii, twórca moskiewskiej szkoły psychiatrycznej. Opisał objawy zespołu, znanego obecnie jako zespół Korsakowa.

## Życiorys
Syn Siergieja Grigoriewicza Korsakowa, zarządcy dużej fabryki szkła, i jego żony Akiliny Jakowlewny Aliańczikowej. Miał starszego brata Nikołaja (1853–1925), który został lekarzem pediatrą.
W 1870 roku ukończył V Gimnazjum w Moskwie, nagrodzony złotym medalem. Od 1870 do 1875 studiował medycynę na Uniwersytecie Moskiewskim, gdzie jego nauczycielami byli m.in. Aleksandr Babuchin, Grigorij Zacharjin i Aleksiej Kożewnikow. Po ukończeniu studiów specjalizował się w neurologii i psychiatrii pod kierunkiem tego ostatniego, pracując jako ordynator w Klinice Chorób Nerwowych od 1875 do 1878. W 1887 obronił rozprawę doktorską na temat paraliżu alkoholowego. Od 1878 do 1887 pracował w Szpitalu Prieobrażenskim. Od 1887 do 1892 kierował kliniką psychiatryczną Uniwersytetu Moskiewskiego. W 1888 mianowany docentem prywatnym, w 1892 został profesorem nadzwyczajnym psychiatrii na Uniwersytecie Moskiewskim. Wyjeżdżał za granicę, w 1889 zwiedził klinikę psychiatryczną Paula Emila Flechsiga i Instytut Fizjologii i Psychologii Wilhelma Wundta w Lipsku, w Paryżu uczył się u Valentina Magnana, w 1892 u Richarda Kraffta-Ebinga w Wiedniu, w 1894 odwiedził klinikę psychiatryczną Emila Kraepelina w Heidelbergu.
19 sierpnia 1879 roku ożenił się z Anną Konstantinowną Barsową. W 1883 otrzymał rangę asesora kolegialnego. Był odznaczony Orderem św. Stanisława II klasy (1893). 
W 1898 w ciągu tygodnia przebył dwa zawały serca. Z powodu stanu zdrowia zrezygnował z obowiązków dydaktycznych i wyjechał do Wiednia na specjalistyczną konsultację. Rozpoznano u niego przerost i zapalenie serca. Po leczeniu odczuł krótkotrwała poprawę, jednak niedługo po powrocie do Moskwy, 1 maja 1900 zmarł. Mózgowie Korsakowa zbadano w Moskiewskim Instytucie Badań Mózgu: ważyło 1603 g.

## Upamiętnienie
„Żurnał newropatołogii i psichiatrii imieni S.S. Korsakowa” (ros. Журнал неврологии и психиатрии имени С.С. Корсакова), założone w 1900 roku przez Kożewnikowa czasopismo neuropsychiatryczne, nazwano na jego cześć. Od 1938 Klinika Psychiatryczna Pierwszego Moskiewskiego Państwowego Uniwersytetu Medycznego im. I.M. Sieczenowa nosi jego imię, na budynku umieszczono pamiątkową tablicę. W rodzinnej miejscowości wystawiono mu pomnik. W 1967 ukazała się jego biografia autorstwa Banszczikowa.

## Dorobek naukowy
Najbardziej pamiętanym osiągnięciem Korsakowa jest jego opis zespołu amnestycznego u osób uzależnionych od alkoholu. Na XII Międzynarodowym Kongresie Medycznym w Moskwie Friedrich Jolly zaproponował na jego określenie nazwę zespołu Korsakowa, która szybko się przyjęła i stosowana jest do dziś.
Zajmował się zagadnieniem paranoi. W 1891 roku zaproponował koncepcję choroby psychicznej, nazwanej przez niego dysnoia – odpowiednik Kraepelinowskiej dementia praecox. Nazwa ta nie przyjęła się w piśmiennictwie. Uważany jest także za twórcę psychiatrii sądowej w Rosji.
Był twórcą własnej szkoły psychiatrycznej, określanej mianem moskiewskiej. Uczniami Korsakowa byli m.in. Władimir Serbski, Piotr Gannuszkin, Nikołaj Bażenow, Władimir Jakowienko. Propagował ideę ograniczania przymusu wobec chorych psychicznie (no restraint). Wydał podręcznik psychiatrii, który doczekał się trzech wydań.

## Wybrane prace
- Об алкогольном параличе (1887)
- Курс психиатрии (1914)
- Избранные произведения. М.: Государственное издательство медицинской литературы, 1954